# Stenostoma cossyrense
Stenostoma cossyrense là một loài bọ cánh cứng trong họ Oedemeridae. Loài này được Bologna miêu tả khoa học năm 1995.